# Bukowina (powiat ropczycko-sędziszowski)
Bukowina – osada w Polsce położona w województwie podkarpackim, w powiecie ropczycko-sędziszowskim, w gminie Sędziszów Małopolski.
W latach 1975–1998 miejscowość należała administracyjnie do województwa rzeszowskiego.